# 中能登町立鹿西中学校
中能登町立鹿西中学校（なかのとちょうりつろくせいちゅうがっこう）は、石川県中能登町にあった中学校。2013年に当校とほか2中学（鹿島、鳥屋）の統廃合により廃校となった。